# Йорданія на літніх Олімпійських іграх 2000
Йорданія брала участь у Літніх Олімпійських іграх 2000 року у Сіднеї (Австралія) ушосте за свою історію, але не завоювала жодної медалі. Збірну країни представляли 4 жінки.